# Jüdischer Friedhof (Wittenberge)
Der Jüdische Friedhof Wittenberge befand sich in Wittenberge, einer Stadt im Landkreis Prignitz in Brandenburg.
Der Friedhof lag neben dem alten städtischen Friedhof an der Perleberger Straße. Die erhaltenen Grabsteine befinden sich an einer Mauer des Clara-Zetkin-Parkes, jedoch nicht an der Stelle des alten Friedhofes.

## Geschichte
Es ist nicht bekannt, wann der jüdische Friedhof in Wittenberge angelegt wurde, vermutlich erst Ende des 19. oder Anfang des 20. Jahrhunderts. Ursprünglich lag er an der Perleberger Straße am Krankenhaus. Im Jahr 1938 wurde er völlig zerstört. 1962 wurde er – soweit möglich – wieder hergerichtet, dabei wurde ein Gedenkstein aufgestellt.
1969 wurden im Zusammenhang mit der Umgestaltung des alten Stadtfriedhofes in eine Parkanlage (Clara-Zetkin-Park) die Grabsteine an einer Mauer aufgestellt. Vom ursprünglichen Friedhof ist nichts mehr erhalten.
Gegen Mittag des 9. Januar 2018 wurde ein Mann dabei beobachtet, wie er mit einer Axt auf mehrere Gräber einschlug und diese z. T. stark beschädigte. Anschließend stieg er auf ein Fahrrad und fuhr davon.